# CIFA Foster’s National League

Logo der Foster’s National League

Die Cayman Islands League ist die höchste Spielklasse im Fußball auf den Cayman Islands. Sie wurde 1980 gegründet und ist seit 1992 organisatorisch an den FIFA-Kontinentalverband CONCACAF angeschlossen. Bislang hat keine Mannschaft an Vereinswettbewerben der CONCACAF teilgenommen. Im Jahr 2002 war zum ersten Mal eine Mannschaft der Cayman Islands für die CFU Club Championship qualifiziert, George Town SC nahm hieran teil. Erst 2010 qualifizierte sich mit Elite SC erneut eine Mannschaft der Cayman Islands, diese konnte aber aufgrund von Reiseproblemen nicht am Turnier teilnehmen.
Aktueller Titelträger 2021 und Rekordmeister mit 13 Erfolgen ist der Scholars International FC, allerdings sind viele Meister in den 80er- und 90er Jahren unbekannt.

## Aktuelle Saison
Folgende zehn Mannschaften nahmen in der Saison 2020/21 an der CIFA Foster’s National League teil:
- Academy FC
- Bodden Town FC
- Elite SC
- East End United FC
- Future SC
- George Town SC
- Latinos FC
- Roma United SC
- Scholars International FC
- Sunset FC

## Bisherige Meister
- 1980    Yama Sun Oil
- 1981      unbekannt
- 1982      unbekannt
- 1983    St. George's
- 1984    Mont Joly
- 1985–96   unbekannt
- 1996/97 George Town SC
- 1997/98 Scholars International FC (West Bay)
- 1998/99 George Town SC
- 1999/00 Western Union FC (George Town)
- 2000/01 Scholars International FC (West Bay)
- 2001/02 George Town SC
- 2002/03 Scholars International FC (West Bay)
- 2003/04 Latinos FC
- 2004/05 Western Union FC (George Town)
- 2005/06 Scholars International FC (West Bay)
- 2006/07 Scholars International FC (West Bay)
- 2007/08 Scholars International FC (West Bay)
- 2008/09 Elite SC
- 2009/10 Scholars International FC (West Bay)
- 2010/11 Elite SC
- 2011/12 Scholars International FC (West Bay)
- 2012/13 Bodden Town FC
- 2013/14 Bodden Town FC
- 2014/15 Scholars International FC (West Bay)
- 2015/16 Scholars International FC (West Bay)
- 2016/17 Bodden Town FC
- 2017/18 Scholars International FC (West Bay)
- 2018/19 Scholars International FC (West Bay)
- 2019/20 Bodden Town FC
- 2020/21 Scholars International FC (West Bay)